# Hermann Aubin
Hermann Aubin (ur. 23 grudnia 1885 w Libercu, zm. 11 marca 1969) – niemiecki historyk związany z nacjonalistycznym nurtem Ostforschung.

## Życiorys
Był profesorem Osteuropa-Institut Breslau (pol. Instytut Europy Wschodniej we Wrocławiu). Prowadził Północno- i Wschodnioniemiecki Związek Naukowy (niem „Nord- und Ostdeutsche Forschungsgemeinschaft”) oraz był przewodniczącym Historycznej Komisji do spraw Śląska (niem. „Historische Kommission für Schlesien”). Należał do nazistowskiej organizacji NS-Volkswart.
Po wojnie zajął się odnowieniem nurtu Ostforschung w Niemczech Zachodnich.